# Liste der hannoverschen Gesandten in Russland
Dies ist eine Liste der kurfürstlich- und königlich-hannoverschen Gesandten am russischen Hof zu St. Petersburg (bis 1866).

## Geschichte
Zwischen 1714 und 1837 war Hannover in einer Personalunion mit Großbritannien verbunden und wurde im 18. Jahrhundert vielerorts diplomatisch durch Großbritannien vertreten; wie auch am russischen Hof. Gleichzeitig erhielt der hannoversche Staat dadurch aber auch Zugriff auf das ungleich größere, außenpolitische Netzwerk des Vereinigten Königreichs, und konnte so seine Beziehungen zu Drittländern fördern.
Der gebürtige Hannoveraner Friedrich Christian Weber, von 1714 bis 1719 britisch-hannoverscher Botschafter am russischen Hof von Peter dem Großen, trug mit seinen Veröffentlichungen von u. a. "Das veränderte Russland", zu einer ersten Berichterstattung über Russland in Deutschland bei. In der zweiten Hälfte des 18. Jahrhunderts war der Historiker Johann Vollrath Bacmeister als Bibliothekar an der Russischen Akademie der Wissenschaften tätig, und später Redakteur der St. Petersburgischen Zeitung.

## Missionschefs
1801: Aufnahme diplomatischer Beziehungen
| Ernennung/ Akkreditierung | Abberufung | Name                               | Anmerkungen                                                             | ernannt von     | akkreditiert bei |
| ------------------------- | ---------- | ---------------------------------- | ----------------------------------------------------------------------- | --------------- | ---------------- |
| 1801                      | 1804       | Ernst Friedrich Herbert zu Münster | (* 1766; † 1839)                                                        | Georg III.      | Alexander I.     |
| 1804                      | 1808       |                                    | keine Beziehungen infolge der französischen Annexion Hannovers          |                 |                  |
| 1808                      | 1818       | unbesetzt                          |                                                                         |                 |                  |
| 1818                      | 1850       | Wilhelm von Dörnberg               | (* 1768; † 1850)                                                        | Georg III.      | Alexander I.     |
| 1851                      | 1857       | Alexander Thal                     | (* 1802; † 1886) nur konsularische Vertretung als hannov. Generalkonsul | Ernst August I. | Nikolaus I.      |
| 1857                      | 1865       | Georg Herbert zu Münster           | (* 1820; † 1902)                                                        | Georg V.        | Alexander II.    |
| 1865                      | 1866       | Victor von Alten                   | (* 1817; † 1891)                                                        | Georg V.        | Alexander II.    |

1866: Ende der Beziehungen infolge der preußischen Annexion Hannovers